# Кордон (Чувашинский сельсовет)
Кордон — посёлок в Северном районе Новосибирской области России. Входит в состав Чувашинского сельсовета.

## География
Площадь посёлка — 42 гектара.

## История
Основан в 1912 г. В 1928 г. кордон Кобылкинский кордон состоял из 10 хозяйств, основное население — русские. В составе Михайловского сельсовета Ново-Троицкого района Барабинского округа Сибирского края.

## Население
| 2002 | 2007 | 2010 |
| ---- | ---- | ---- |
| 437  | ↗446 | ↘408 |

## Инфраструктура
В посёлке по данным на 2007 год функционируют 1 учреждение здравоохранения и 2 учреждения образования.